# Меньшова, Юлия Владимировна
Ю́лия Влади́мировна Меньшо́ва (род. 28 июля 1969, Москва, РСФСР, СССР) — советская и российская актриса театра и кино, журналистка, телеведущая, телепродюсер и театральный режиссёр. Лауреат российской национальной телевизионной премии «ТЭФИ» в номинации «Ведущий ток-шоу» (1999). Доцент кафедры актёрского мастерства ВГИКа.

## Биография
Родилась 28 июля 1969 года в Москве, в семье будущего кинорежиссёра, лауреата американской кинопремии «Оскар», народного артиста РСФСР Владимира Меньшова (1939—2021) и будущей народной артистки Российской Федерации Веры Алентовой (род. 1942).
В школьные годы Юлия проявляла большой интерес к литературе, отлично писала школьные сочинения, а дома, в стол, — рассказы, эссе, вела дневники. Мечтала стать писателем, журналистом. По окончании средней школы в 1986 году планировала поступать в Литературный институт имени А. М. Горького в Москве, но оказалось, что для допуска к вступительным экзаменам необходимо было иметь три опубликованные работы. Времени до экзаменов оставалось крайне мало и, чтобы не терять год, Меньшова решила поступать на актёрский факультет Школы-студии МХАТ, где несколько туров до творческого конкурса прошла под фамилией Большова (тогда не требовалось подавать документы до конкурса), чтобы у приёмной комиссии не возникало никаких ассоциаций с её именитыми родителями, и была принята.
В 1990 году окончила актёрский факультет Школы-студии МХАТ (руководитель курса — Александр Александрович Калягин, преподаватель актёрского мастерства — профессор Алла Борисовна Покровская), получив диплом с отличием.
С 1990 по 1994 год работала актрисой в труппе Московского Художественного театра имени А. П. Чехова (МХТ имени А. П. Чехова).
Также в качестве члена жюри принимала участие в играх Клуба весёлых и находчивых.
Играет в антрепризе «Безымянная звезда», в спектаклях «Бестолочь» и «День палтуса» Международного театрального агентства «Арт-Партнёр XXI».
С 1 марта 2021 года ведёт YouTube-канал «Сама Меньшова». На март 2024 года канал имеет более 2 млн подписчиков и более 500 млн просмотров.

### Семья

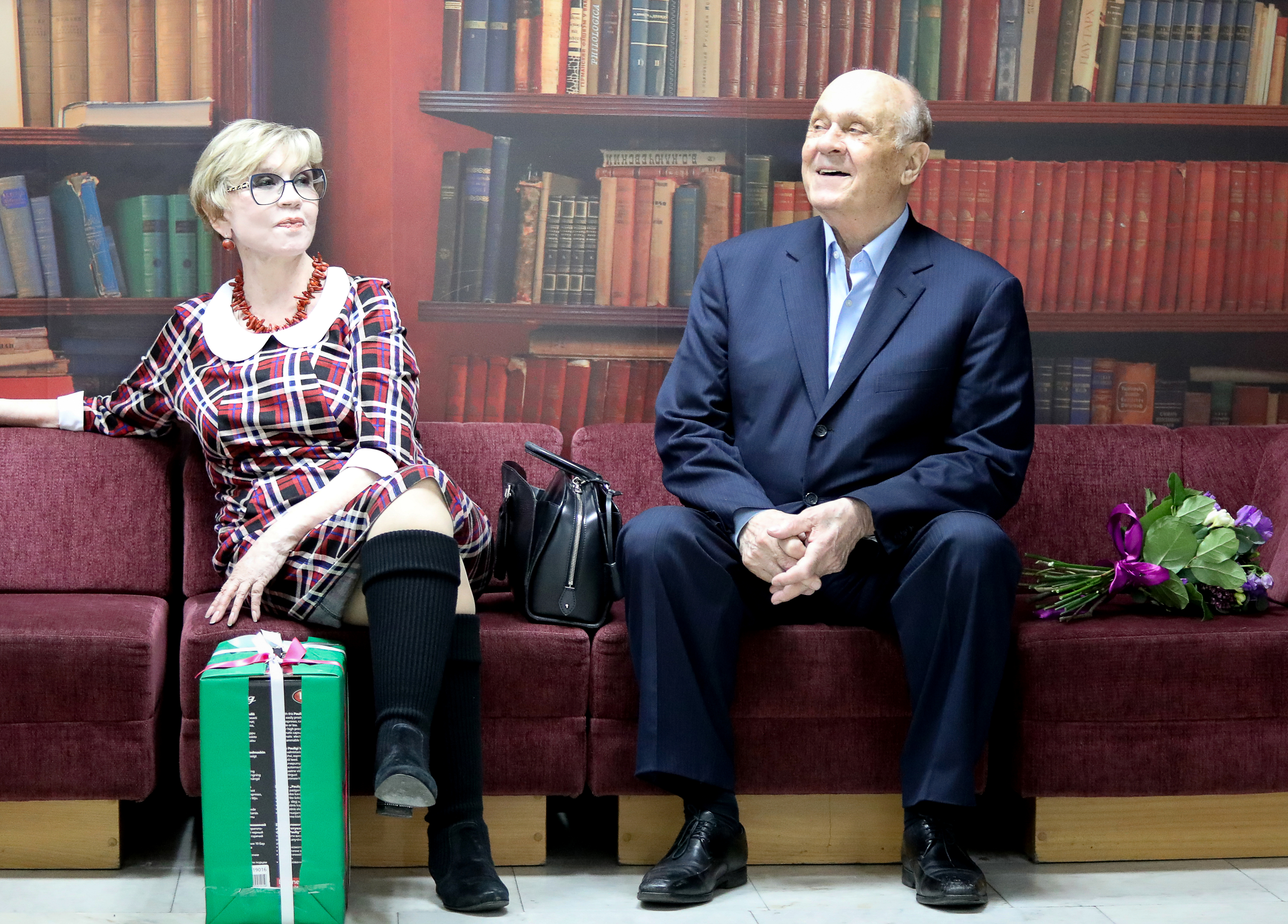
Родители Юлии: Вера Алентова и Владимир Меньшов

- Дед (по отцу) — Валентин Михайлович Меньшов (1912—1974).
- Бабушка (по отцу) — Антонина Александровна Меньшова (1905—1964).
- Дед (по матери) — Валентин Михайлович Быков (1917—1946), был актёром.
- Бабушка (по матери) — Ирина Николаевна Алентова (1917—1988), была актрисой.
- Отец — Владимир Валентинович Меньшов (1939—2021), советский и российский актёр, кинорежиссёр, сценарист, продюсер; заслуженный деятель искусств РСФСР (1984), народный артист РСФСР (1989), лауреат Государственной премии СССР (1981), обладатель кинопремии «Оскар» (1981).
- Мать — Вера Валентиновна Алентова (род. 1942), советская и российская актриса; народная артистка РФ (1992), лауреат Государственной премии СССР (1981).

### Личная жизнь
- Муж (1996—2004 и с 2008 года) — Игорь Геннадьевич Гордин (род. 6 мая 1965), российский актёр, заслуженный артист РФ (2004).
  - Сын — Андрей Игоревич Гордин (род. 13 декабря 1997).
  - Дочь — Таисия Игоревна Гордина (род. 23 мая 2003).

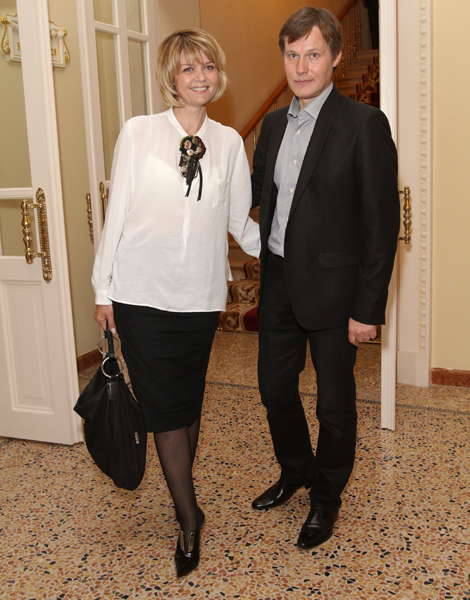
Юлия Меньшова с мужем Игорем Гординым 16 апреля 2012 года
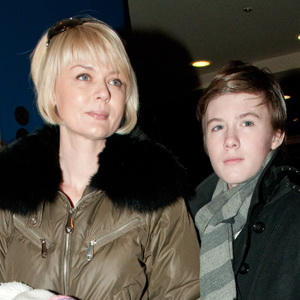
Юлия Меньшова с сыном Андреем Гординым 28 февраля 2011 года

## Творчество

### Театральные работы

#### Актриса

##### Московский Художественный театр имени А. П. Чехова
- 1990 — «Яма» А. Куприна, реж. В. Козьменко-Делинде
- 1991 — «Ундина» Ж. Жироду, реж. Н. Скорик — Графиня Берта, приемная дочь Короля и Королевы
- 1991 — «Сказки Мельпомены, или Длинный рассказ, которому трудно подобрать название» (реж. В. В. Долгачев)
- 1993 — «Плач в пригоршню» В. Гуркина, постановка Д. Брусникина
- 1993 — «Блаженный остров»[5] М. Кулиша, реж. Н. Шейко

##### Международное театральное агентство «Арт-Партнёр XXI»
- 2004 — н.в «Бестолочь», классическая комедия положений по пьесе «La Bonne Anna» французского драматурга Марка Камолетти (режиссёр — Роман Самгин) — Жаклин, жена Бернара[6][7].
- 2005 — «День палтуса» Дейва Фримана и Джона Чапмана (режиссёр — Роман Самгин) — Хариет[8].
- 2009—2015 — «Безымянная звезда», антрепризный спектакль по одноимённой пьесе Михаила Себастьяна (режиссёр — Ольга Анохина) — Мона, столичная гостья[9].

##### Продюсерская компания «М-Арт»
- 2012 — «Валентинов день» по одноимённой пьесе Ивана Вырыпаева (режиссёр — Роман Самгин) — Валентина[10][11].

#### Режиссёр

##### Московский драматический театр имени А. С. Пушкина
- 2011—2017 — спектакль «Любовь. Письма» по пьесе «Любовные письма» («Love Letters») американского писателя и драматурга Альберта Гёрни в переводе Сергея Волынца (премьера — 7 октября 2011 года, последний показ — 4 марта 2017 года). В спектакле были заняты родители Юлии Меньшовой — Вера Алентова и Владимир Меньшов[12][13][14][15][16].

##### Продюсерская компания «М-Арт»
- 2016 — антрепризный спектакль «Друзья» по мотивам пьесы «Арт» («Art») французского драматурга Ясмины Реза[17]. 26 сентября 2016 года спектакль получил гран-при в конкурсе антрепризных спектаклей в категории «Театр» XIV Открытого российского фестиваля кино и театра «Амурская осень» в Благовещенске и специальный приз жюри фестиваля во главе с Всеволодом Шиловским «За великолепный актёрский ансамбль» Андрею Мерзликину, Дмитрию Марьянову и Константину Юшкевичу[18][19][20].

### Фильмография

#### Роли в кино
- 1990 — Когда святые маршируют — Люси Левченко (в молодости), джазовая певица
- 1991 — Действуй, Маня! — Маня, робот-супервумен / фотомодель
- 1992 — В той области небес… — Аня
- 1993 — Разборчивый жених — Катя
- 1993 — Если бы знать... — Наталья Ивановна, жена профессора Прозорова, любовница Протопопова
- 2004 — Самый лучший праздник (приквел телесериала «Бальзаковский возраст, или Все мужики сво…») — Вера Большова, психолог, разведёна, мать Полины
- 2006 — Большая любовь — Калерия Степановна (Лера), стюардесса авиакомпании «Аэрофлот»
- 2007 — Первый дома — Александра Тихомирова, дочь Катерины
- 2008 — Большой вальс (не закончен)
- 2010 — Седьмая жертва — Ольга Витальевна Глухарёва, следователь прокуратуры
- 2012 — Крепкий брак — Марина Мухина

#### Роли в телесериалах
- 1991—1992 — Непредвиденные визиты — Тоня (Антонина Ивановна в молодости), секретарь председателя исполкома Ползунова
- 1991 — Дело Сухово-Кобылина — Надежда Нарышкина, возлюбленная А. В. Сухово-Кобылина
- 1992 — Тишина — Нина
- 2002—2004 — Бальзаковский возраст, или Все мужики сво… (1-й сезон) — Вера Большова, психолог, разведёна, мать Полины
- 2004—2005 — Бальзаковский возраст, или Все мужики сво… (2-й сезон) — Вера Большова
- 2005 — Осторожно, Задов! (2-й сезон, серия № 6 «Миссия посибл») — Джейн
- 2006 — Всё смешалось в доме — Полина Альбертовна Ремизова, жена Вениамина
- 2007 — Бальзаковский возраст, или Все мужики сво… (3-й сезон) — Вера Большова
- 2007 — Держи меня крепче (Украина) — Влада Пригожева
- 2008 — Преступление будет раскрыто — Ольга Витальевна Глухарёва, старший следователь по особо важным делам Генеральной прокуратуры
- 2009—2010 — Преступление будет раскрыто 2 — Ольга Витальевна Глухарёва
- 2013 — Бальзаковский возраст, или Все мужики сво… Пять лет спустя (4-й сезон) — Вера Большова
- 2013 — Между нами, девочками (1-й сезон) — Елена Николаевна Сайко, начальник отдела снабжения строительной организации, дочь Ираиды Степановны и мать Олеси (главная роль)
- 2014 — Женщины на грани (серия № 15 «В тихом омуте») — Елена Некрасова, домохозяйка, жена Володи, мать Лизы[21]
- 2019 — Между нами, девочками (2-й сезон) — Елена Николаевна Сайко (главная роль)

#### Озвучивание мультфильмов
- 2018 — н. в. — Простоквашино — мама Дяди Фёдора[22]
- 2020 — Вперёд — Лорел Лайтфут[23]

#### Вокал
- 2000 — Зависть богов — «Ах, как не вечны моды, ах, как беспечны годы…»
- 2018 — Простоквашино (10 серия) — «Кабы не было зимы»

### Документальные фильмы
- «Юлия Меньшова. „Я сама“» («Первый канал», 2019)[24].

### Работа на телевидении
- Свою телекарьеру начала в начале 1990-х годов на московском телеканале «2х2», где вела передачу, в которой рекламировались различные товары народного потребления[25]. Там её заметил продюсер Иван Демидов[26].
- С 1994 года работала на телеканале «ТВ-6 Москва», куда перешла по приглашению Виктора Мережко[27]. Изначально являлась администратором в его программе «Моё кино»[28].
- С 1995 по 2001 год — ведущая и продюсер ток-шоу «Я сама» на ТВ-6[28].
- С марта 1997 года — заместитель директора телеканала «ТВ-6 Москва», управляющая службой производства и подготовки программ.
- С июля 1998 года — руководитель дирекции производства программ Московской независимой вещательной корпорации. В данной должности выступала как продюсер ряда проектов, выходивших в эфир на телеканале «ТВ-6 Москва»[29]. Осенью 2000 года перестала быть штатной сотрудницей МНВК «ТВ-6 Москва»[30][31].
- С 2000 по 2002 год — руководитель продюсерского центра «Студия Юлии Меньшовой». Компания производила ток-шоу «Я сама» (последний сезон)[30][32], «Рядом с тобой» (РТР)[33] и «Продолжение следует». После того как телеканалы перестали продлевать контракты на производство двух последних передач, студия была закрыта[34].
- В феврале 2001 года озвучивала для ТВ-6 пятисерийный документальный сериал «Я — супермодель», который рассказывал о пяти видных топ-моделях тех лет[35].
- С 2001 по 2002 год — ведущая ток-шоу «Продолжение следует» на НТВ[28].
- 7 января 2007 года вместе с отцом провела первый выпуск ток-шоу «От всей души. 20 лет спустя» на телеканале «ТВ Центр»[36] (производство Авторского телевидения).
- С 21 марта по 29 апреля 2011 года — ведущая ток-шоу «Научите меня жить» на ТВ-3 (в эфир вышли все 30 выпусков)[28].
- С 14 октября 2013 по 3 июля 2017 года — ведущая и автор ток-шоу «Наедине со всеми»[37] на «Первом канале»[28][38][39]; идея этого проекта возникла у Меньшовой после интервью Евгению Додолеву в программе «Правда-24» на телеканале «Москва 24»[40][41].
- Со 2 сентября 2017 по 19 декабря 2019 года — ведущая ток-шоу «Сегодня вечером» на «Первом канале» в паре с Максимом Галкиным. С октября 2017 года вели некоторые выпуски программы поочерёдно[42].
- С 4 февраля по 15 марта 2019 года — ведущая ток-шоу «Наши люди»[43] на «Первом канале».
- С 16 июня по 24 июля 2019 года — ведущая ток-шоу «Камера. Мотор. Страна»[44] на «Первом канале».
- С 8 по 30 июня 2024 года на телеканале «Домашний» были показаны наиболее популярные у интернет-аудитории выпуски интернет-шоу «Сама Меньшова»[45].

## Признание

### Общественные награды
- 1999 — лауреат российской национальной телевизионной премии «ТЭФИ» в номинации «Ведущий ток-шоу» — за программу «Я сама» на телеканале «ТВ-6 Москва»[1].
- 2016 — гран-при в конкурсе антрепризы в категории «Театр» XIV Открытого российского фестиваля кино и театра «Амурская осень» в Благовещенске — за режиссёрскую работу над спектаклем «Друзья» по мотивам пьесы «Арт» («Art») французского драматурга Ясмины Реза (Продюсерская компания «М-Арт»)[18][19][20].
- 2025 — Почётный деятель искусств города Москвы[46].